# Здравоохранение в Катаре
Здравоохранение в Катаре достигло значительного прогресса в последние десятилетия, благодаря стремительному росту финансирования со стороны правительства. Катар является рекордсменом среди стран Ближнего Востока по затратам на здравоохранение: в 2014 году на это было выделено 4,7 млрд долларов США.
В Катаре проживают 2,3 млн человек (из них 75 % — мужчины, 94 % — иммигранты); по состоянию на 2014 год 250 тысяч катарцев имели средний годовой доход в 94 тысячи долларов США. Согласно законодательству, каждый житель Катара имеет право на получение медицинских услуг. Благодаря деятельности врачей детская смертность в стране сократилась более чем на 50 % в течение 1990-х годов: в 2013 году она достигла всего 7 случаев на 1000 новорождённых, а средняя продолжительность жизни составляет 79 лет. Тем не менее, в стране в последнее время слишком часто диагностируются ожирение, диабет и наследственные заболевания.

## Заболеваемость

### Ожирение
В 1980 году Катар занимал 4-е место среди стран по количеству страдающих от ожирения людей. По данным на 2013 год, Катар занимает 5-е место в мире: ожирение зафиксировано у 22,1 % девушек до 20 лет и 33,5 % парней до 20 лет. В 2003 году ожирение наблюдалось у 36,5 % юношей в возрасте от 12 до 17 лет и у 23,6 % девушек того же возраста, вследствие чего предсказывалось к 2015 году повышение доли страдающих от ожирения людей до 73 % среди женщин и до 69 % среди мужчин.
Катар занимает 6-е место среди стран Ближнего Востока и Северной Африки по уровню ожирения среди мужчин. Причинами считаются городское планирование, неудобное для пешеходов, а также неприятие в культуре человека, отказывающегося от приёма пищи, склонность к употреблению фаст-фуда и непопулярность здорового образа жизни.

### Диабет
Катар занимает верхние позиции в числе стран не только по уровню ожирения среди населения, по заболеваемости диабетом и по диагностируемым генетическим заболеваниям.
По состоянию на 2013 года, у 16 % взрослого населения Катара был диагностирован диабет. Правительство проводит кампании по выявлению диабета на ранних стадиях и предотвращению его появления; подобным занимается Катарская ассоциация диабетиков.

### Генетические заболевания
Американская ассоциация «Марш десятицентовиков» сообщает, что по данным на 2006 год, Катар занимал 16-е место из стран по наибольшему количеству генетических заболеваний и отклонений у новорождённых (73,4 случая на 10 тысяч новорождённых), что обосновывалось кровосмешением.